# Walter von Wecus
Walter von Wecus (* 8. Juli 1893 in Düsseldorf; † 15. Dezember 1977 in Neuss) war ein deutscher Maler, Grafiker, Architekt, Bühnenbildner und Hochschullehrer. Er konzipierte den ersten Bühnenkunst-Lehrgang an einer deutschen Hochschule.

## Leben und Werk
Wecus wurde als Spross einer im 16. Jahrhundert aus Franken nach Düsseldorf eingewanderten Kaufmannsfamilie in Düsseldorf-Unterbilk geboren. 1899 begann seine schulische Laufbahn, die 1904 durch den Besuch des Königlichen Gymnasiums zu Düsseldorf (später Görres-Gymnasium) fortgesetzt wurde. 1908 schickten die Eltern den eher musisch Interessierten auf die Kunstgewerbeschule Düsseldorf, die von ihrem Leiter, dem Architekten Wilhelm Kreis, durch architektonisch ausgerichtete Lehrinhalte geprägt wurde, wodurch auch Wecus eine deutlich architektonisch geprägte Grundausbildung erhielt. 1910 unterbrach er sein Studium für ein Praktikum in einem Maler- und Anstreicherbetrieb sowie für Studienreisen nach München, Paris und Berlin. In dieser Zeit interessierte er sich für die Ausmalung von Kirchen und Gaststätten sowie einer Berliner Schwimmanstalt, an der er mitwirkte. 1912 nahm er die Ausbildung an der Kunstgewerbeschule Düsseldorf wieder auf.
Mit Ausbruch des Ersten Weltkriegs meldete er sich im Sommer 1914 als Freiwilliger. Im Reserve-Infanterie-Regiment Nr. 261 wurde er nach Frankreich an die Westfront und nach Russland an die Ostfront geschickt. Im Verlauf des ihn desillusionierenden Militärdienstes erhielt Wecus den Auftrag, die Geschichte seines Regiments künstlerisch zu dokumentieren. 1919 kehrte Wecus aus dem Krieg zurück und versuchte in der Kunstszene seiner Heimatstadt Fuß zu fassen. Er beantragte die Mitgliedschaft des Künstlervereins Malkasten und gründete – zusammen mit ehemaligen Mitschülern der Kunstgewerbeschule – die expressionistische Künstlergruppe Die Form. Der Fotograf Erwin Quedenfeldt, der Wecus eine Ausstellung seiner Werke in seinen Atelierräumen ermöglichte, machte ihn mit der linksgerichteten Künstlerszene Düsseldorfs bekannt, die damals aus dem Aktivistenbund 1919, der Künstlergruppe Junges Rheinland und Anarcho-Syndikalisten rund um die Freie Arbeiter-Union Deutschlands bestand. Seine damaligen Zeichnungen und Aquarelle mit „Darstellungen aus dem Felde in eigenwilliger Auffassung“ fanden eine wohlwollende Aufnahme bei der Kunstkritik. Der Düsseldorfer Galerist Alfred Flechtheim stellte ihn Februar/März 1920 aus. Zu Wecus’ engerem Freundeskreis zählte der Grafiker Ernst Aufseeser.
Louise Dumont, die Leiterin des Schauspielhauses Düsseldorf, beauftragte ihn in dieser Zeit, Bühnenbildentwürfe für die Neuproduktion Gyges und sein Ring auszuarbeiten. Die von expressionistischen und modernistischen Architekturvorstellungen geprägten Entwürfe führten zu Arbeitsverträgen mit der Theaterleitung unter Paul Henckels und Fritz Holl. In den Jahren 1919 bis 1921 wirkte er als künstlerischer Beirat mit dem Schwerpunkt Bühnenbild und Bühnenarchitektur für zwölf Produktionen. In den Jahren 1920/1921 beriet er auch das Stadttheater Düsseldorf und die Freilichtbühne für Volkskultur zu Düsseldorf (14 Produktionen) sowie das Landestheater Altenburg (zwei Produktionen). In der nachfolgenden Spielzeit 1921/1922 wurde er für das Stadttheater Bonn unter Albert Fischer tätig. Parallel arbeitete er als Redakteur für die von Karl Röttger herausgegebene Wochenschrift Das Kunstfenster. Außerdem arbeitete er als Bühnenbildner für fünf weitere Spielorte zwischen Krefeld und Frankfurt am Main. Insgesamt schuf Wecus in dieser Spielzeit 27 Bühnenbilder für unterschiedliche Opern- und Theateraufführungen, davon zehn in Bonn. Regie, Ensemble und Bühnenbild der Inszenierungen ließen das Bonner Theater eine über die Landesgrenzen hinausreichende Reputation als eines der führenden Schauspielhäuser Deutschlands erwerben. Bis zum 10. Juni 1932 wirkte Wecus an einer Vielzahl von Aufführungen des Bonner Stadttheaters mit, die seinen Ruf als führender Bühnengestalter Westdeutschlands festigten. Einen Skandal lösten die Gastspiele zur Aufführung des Titus Andronicus in der Spielzeit 1924/1925 im Prinzregententheater zu München aus. Zu einer modernen Interpretation des Stückes hatte Wecus ein spartanisch reduziertes Bühnenbild entworfen. Nach „Bühnenstürmungen des empörten Münchener Publikums“ wurde das Stück abgesetzt. In Wecus’ Bonner Zeit fällt auch das Bühnenbild für die 1928 neu errichtete Halle der Stieldorfer Passionsspiele.
1925 beauftragte der Direktor der Kunstakademie Düsseldorf, Walter Kaesbach, Wecus mit dem Aufbau und der Leitung einer „Klasse für Bühnenkunst“, der ersten Bühnenkunst-Klasse an einer deutschen Hochschule. Mit 33 Jahren wurde Wecus 1926 dort zum Professor ernannt. Für das Studium der Bühnenkunst entwickelte Wecus folgenden Lehrplan:
- Der Bühnenraum (Raumgestaltung, Bodengestaltung, die Bewegungen der Schauspieler, das Bühnenmodell)
- Die Bühnenfarbe (Farblehre, Beleuchtungsapparat, Bühnenmalerei)
- Der Schauspieler (Kostümgestaltung, Kostümkunde, der Mensch im Bühnenbild)
- Die dramatische Dichtung (Gehalt der Dichtung, Form der Dichtung, Bühnenanweisungen des Dichters)
- Die Bühnentechnik (Bühnen-Einrichtung, Materialverwendung, Verwandlungssystem)

Nachdem das für diesen Lehrplan erforderliche Lehrpersonal verpflichtet worden war, nahm die Kunstakademie Düsseldorf ab 1928 den Lehrbetrieb der Klasse für Bühnenkunst unter Wecus’ Leitung auf. Eine Vielzahl von später bekannten Bühnenbildnern wurde in dieser Klasse von Wecus geprägt, unter ihnen Max Fritzsche, Walter Gondolf und Helmut Jürgens. Wecus lehrte eine modulare Gesamtbühnenarchitektur mit veränderbaren Raumkonstellationen (zum Beispiel durch Drehbühnen), mit gestuften Spielräumen sowie dramatischen Licht- und Schattensetzungen. Ein charakteristisches, in seinen Bühnenbildern häufig auftauchendes Signalelement, das er zur Kennzeichnung von Innenräumen einsetzte, war ein zentral aufgehängter (Kerzen-)Leuchter.

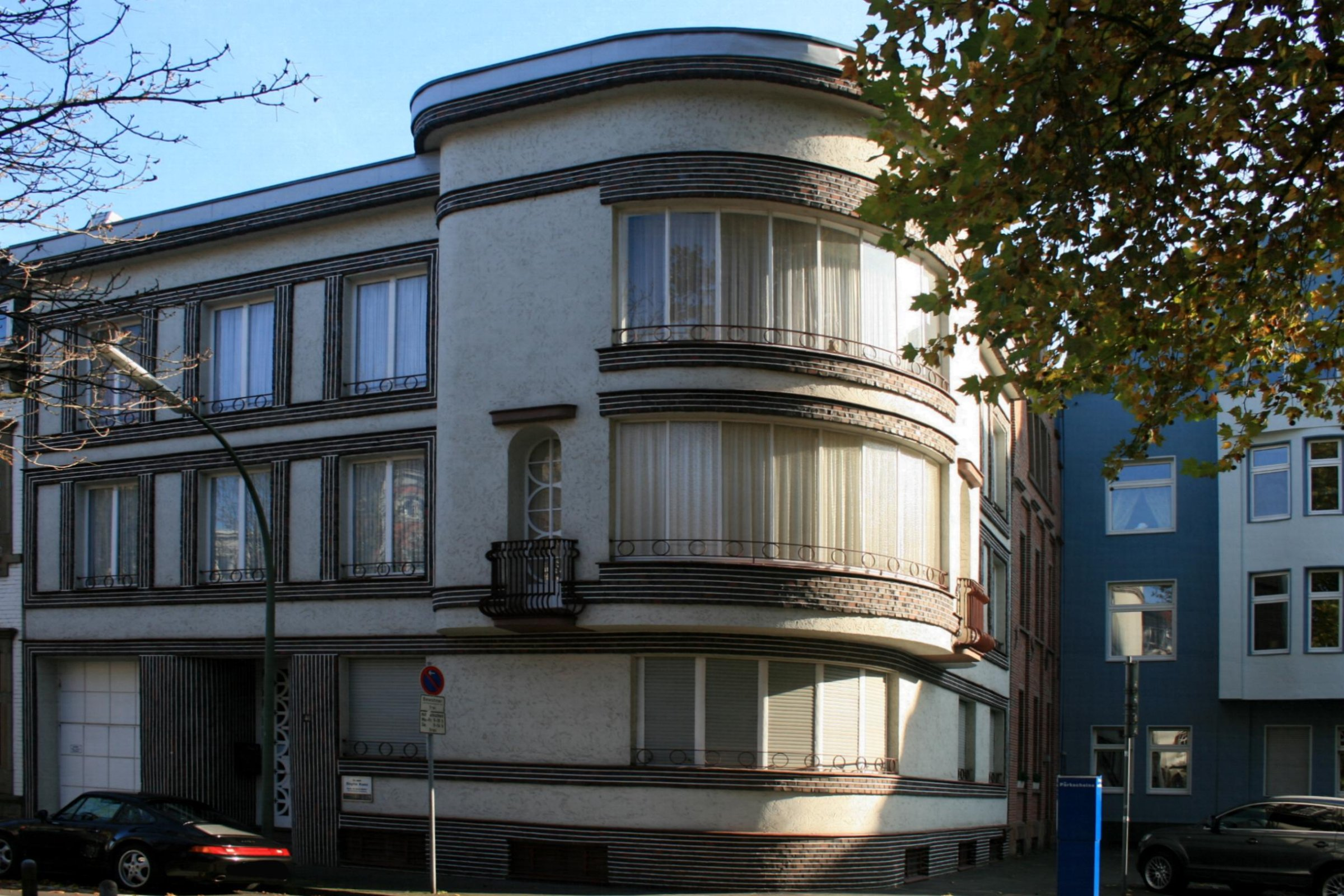
Haus Drususallee 48, Neuss
Entwurf Walter von Wecus

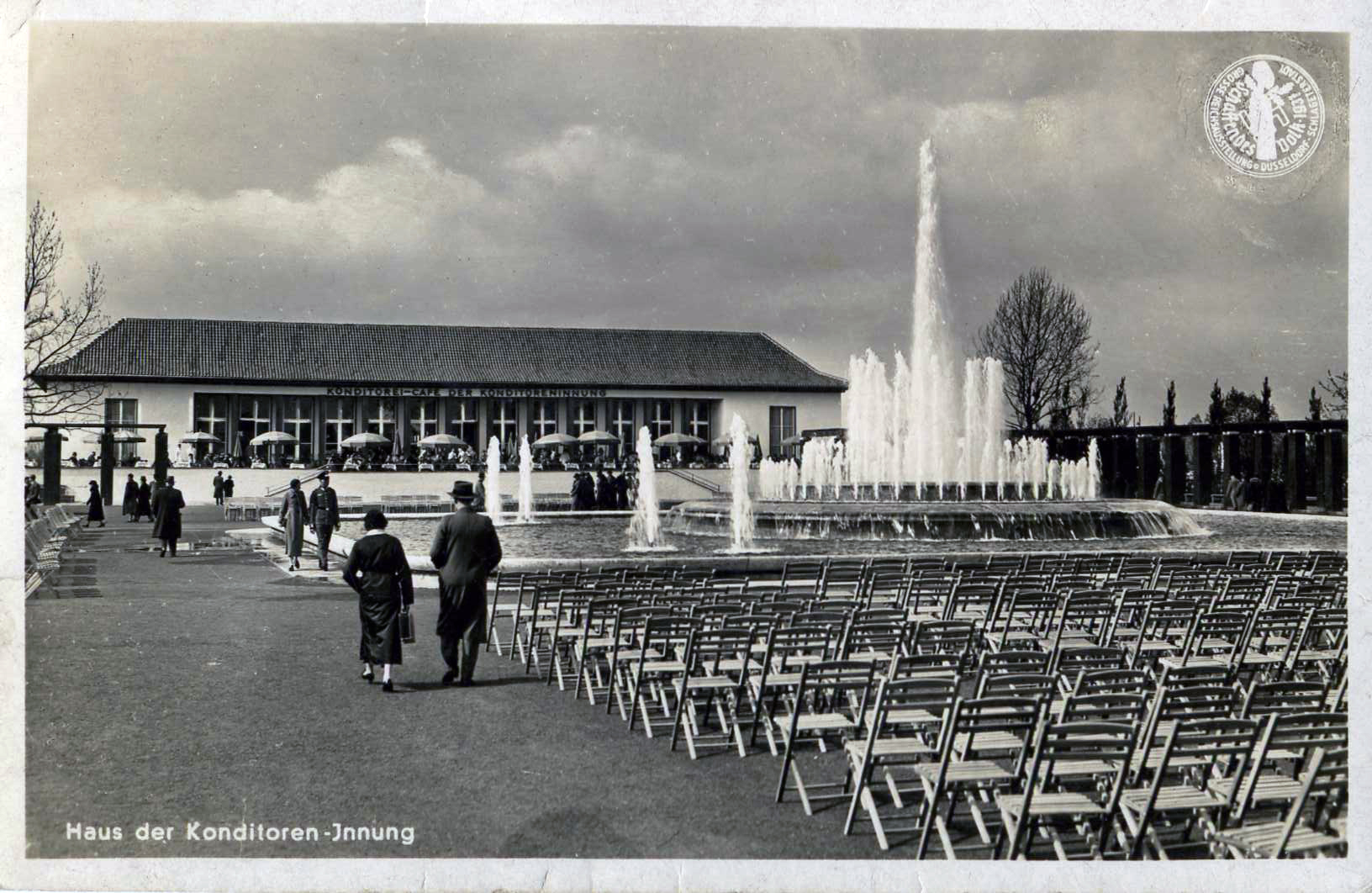
Postkarte von der Reichsausstellung Schaffendes Volk, die eines von Wecus’ Wasserspielen zeigt, 1937

Mit der Machtübernahme des Nationalsozialismus verlieren sich Wecus’ Spuren für einige Jahre. In der Zeit von 1933 bis 1937 finden sich auch keine Belege für eine Tätigkeit an einer deutschen Bühne. Erst ab 1936 wird er wieder greifbar, als er als Architekt das Haus Drususallee 48 des Neusser Arztes Hubert Kranz entwarf. Ab 1937 erschien er wieder in Fachveröffentlichungen – als Verantwortlicher für die „gesamtkünstlerische Gestaltung“ der „Licht-, Fahnen- und Wasserspiele“ auf der Reichsausstellung Schaffendes Volk. Zu dieser nationalsozialistischen Propagandaausstellung im heutigen Nordpark Düsseldorf konzipierte Wecus bis zu 50 Meter hohe, beleuchtete Wasserfontänen („Leuchtfontänen“) auf einer monumentalen Brunnenachse, 30 Meter hohe, den Haupteingang flankierende Lichtobjekte („Hauptlichtträger“, „Lichtorgeln“ mit Linestraröhren), eine „Fahnenfeststraße“ aus 36 beleuchteten Fahnenmasten mit den Wappen deutscher Städte sowie eine indirekte Beleuchtung des „Henkel-Pavillons“.
Die früheren impressionistischen Bilder galten den Nazis als „entartet“ und 1937 wurden in der Aktion „Entartete Kunst“ fünf seiner Arbeiten aus den Kunstsammlungen der Stadt Düsseldorf beschlagnahmt und vernichtet.
Außer 1938 war Wecus von 1937 bis 1944 auf allen Großen Deutschen Kunstausstellungen in München mit insgesamt 21 Arbeiten vertreten. Von ihnen erwarb Hitler zwei und Robert Ley eine. Daneben nahm Wecus noch an weiteren Ausstellungen teil, unter anderem an der Großen Kunstausstellung Düsseldorf (1937) der Gesellschaft zur Förderung der Düsseldorfer bildenden Kunst, der Frühjahrsausstellung Düsseldorf (1940), den Herbstausstellungen Düsseldorf (1939, 1940), der 110. Großen Frühjahrsausstellung (1942) des Kunstvereins Hannover, der Ausstellung „Deutsche Pastelle der Gegenwart“ (1943) in der Kunsthalle Mannheim. Darüber hinaus wurde 1941 im Leopold-Hoesch-Museum in Düren eine Einzelausstellung mit seinen „Landschaftszeichnungen“ gezeigt.
Als Wecus 1958 das 65. Lebensjahr vollendete, wurde er an der Kunstakademie Düsseldorf ehrenvoll emeritiert. Bis zu seiner Emeritierung hatte er 408 Bühnenbildner ausgebildet. Seinen Lehrstuhl übernahm Teo Otto, dessen Berufung Hans Schwippert gegen Wecus’ Interesse zur Fortsetzung des Lehramts betrieben hatte. Zu Wecus’ 75. Geburtstag wurde in Düsseldorf eine Retrospektive seines Lebenswerks ausgestellt. Zu seinem 100. Geburtstag behandelte eine Ausstellung des Theatermuseums Düsseldorf sein bühnenbildnerisches Werk.